# Fälttåget i Jämtland
Fälttåget i Jämtland var ett norskt fälttåg mot Sverige under det dansk-svenska kriget 1808–1809. Kung Fredrik VI av Danmark hade personligen givit order om fälttåget, då kungen ville återta Jämtland och Härjedalen. Men svenskarna under ledning av Georg Carl von Döbeln segrade mot norrmännen i samband med slaget vid Hjerpe skans, varpå fälttåget avbröts. Hälsinge regemente hade stor inverkan på utgången, då 280 man kom från regementet.